# Charles Mahuza Yava
Charles Mahuza Yava SDS (ur. 29 lipca 1960 Sandoa, Demokratyczna Republika Konga) – biskup, Wikariusz Apostolski Komorów od 2010, salwatorianin.

## Życiorys
Nowicjat w Zgromadzeniu Salwatorianów rozpoczął w Tanzanii w 1985, następnego roku 8 września złożył pierwsze śluby zakonne. Studia filozoficzno – teologiczne odbył w Salwatoriańskim Instytucie Filozofii i Teologii w Morogoro, Tanzania. Święcenia kapłańskie otrzymał 8 maja 1993 z rąk biskupa Floriberta Songasonga. W latach 1995–2000 był magistrem nowicjatu, a następnie rektorem kleryków 2000-2003. W latach 1997–2003 był dwukrotnie wiceprowincjałem, a następnie dwukrotnie w latach 2003-2009 pełnił funkcję prowincjała Kongijskiej Wiceprowincji Misyjnej Salwatorianów. 1 maja 2010 został nominowany Wikariuszem Apostolskim Komorów, sakrę biskupią otrzymał w Moroni 19 czerwca 2010 z rąk biskupa Denisa Wiehe CSSp.